# Dodici racconti raminghi
Dodici racconti raminghi (1992) è una raccolta di racconti dello scrittore colombiano Gabriel García Márquez.

## Il libro
Come spiega lo stesso autore nella premessa al volume, il titolo si riferisce al travaglio della scrittura degli stessi racconti, che sono stati "raminghi" fra vari quaderni e luoghi per diversi anni. La prima idea risale ai primi anni Settanta, quando l'autore sognò di partecipare al proprio funerale insieme ai suoi amici e immaginandolo non come un'esperienza triste, ma come una festa. Da lì nacque l'idea di scrivere sulle cose strane che succedono ai latinoamericani in Europa. Per circa due anni prese appunti su un quaderno scolastico, raccogliendo idee per 30 racconti, che furono a lungo dimenticati in un cassetto finché non andarono persi. Márquez decide quindi di riscrivere quel che ricordava delle idee originali: da questi nuovi appunti risultarono 18 racconti, che poi con successive modifiche divennero i 12 definitivi.
I racconti sono tutti ambientati in località europee effettivamente visitate dallo scrittore, ma poiché al momento della scrittura erano passati molti anni dai primi viaggi che li avevano ispirati, Márquez decide di rivisitare tutte le città per sincerarsi che i suoi ricordi fossero ancora corrispondenti alla realtà. I cambiamenti occorsi nelle città sono poi diventati ulteriori motivi di ispirazione.
La scrittura dei vari racconti fu portata avanti in parallelo per dare coerenza e stile unitario al libro.

## I racconti
- Buon viaggio, signor presidente

L'ex-presidente di uno stato caraibico, destituito da un golpe guidato dal figlio ed esiliatosi dapprima a Martinica e poi a Ginevra per curare dei dolori alle vertebre, viene aiutato da un suo connazionale ed ex-sostenitore, Homero Rey, a riacquistare lo spirito combattivo che aveva caratterizzato la sua vita. Nonostante le diffidenze della moglie di Homero, il presidente riesce ad impietosire con la sua genuinità e la sua miseria la giovane donna e riesce ad imbarcarsi alla volta di Martinica, con ha intenzione di tornare al paese natale per ritornare in politica e portare un cambiamento.
- La santa

Margarito Duarte, dovendo disseppellire i cadaveri della moglie e della figlie per trasferirli nel nuovo cimitero, si accorge con stupore che il corpo della ragazzina non si è decomposto ed è rimasto identico a quando era stato sepolto. Convinto che la figlia sia una "santa", Margarito si reca a Roma per parlare con il Pontefice, che però non gli dà ascolto. Margarito cercherà di mediare, nell'arco di ventidue anni, con cinque pontefici, venendo accontentato da Papa Luciani, che gli concede un'udienza. Disgraziatamente, il papa viene trovato senza vita il giorno prima dell'incontro. Ciononostante, Margarito non demorde e continua la sua battaglia per canonizzare la figlia.
- L'aereo della bella addormentata

Márquez racconta del suo incontro in aereo con un'attraente connazionale che passa tutto il tempo del volo addormentata. Estasiato dalla bellezza della ragazza, Márquez la contempla mentre ella, ignara, riposa.
- Mi offro per sognare

Una connazionale dell'autore muore durante una tempesta, poiché la sua auto era stata scagliata violentemente contro la vetrata di un albergo. Allora Márquez racconta la sua storia. Ella lavorava a Vienna come "sognatrice": nel sonno era capace di predire il futuro di chi stava intorno a lei, malgrado le diffidenze dello scrittore e del poeta Pablo Neruda, che la incontrano a Barcellona.
- «Sono venuta solo per telefonare»

Una donna finisce per errore in un manicomio. Viene creduta pazza dai medici e dal marito.
- Spaventi di agosto

L'autore con la famiglia va ad Arezzo a fare visita ad un connazionale che vive in un castello medioevale, che si dice sia popolato dal fantasma del primo proprietario, Ludovico, morto suicida dopo aver ucciso la moglie. I due coniugi non credono alla storiella, ma mentre dormono nella loro camera da letto, si ritrovano misteriosamente catapultati nella stanza dov'è avvenuto il delitto.
- Maria dos Prazeres

Un'anziana prostituta crede che la sua morte sia vicina e si prepara ad accoglierla.
- Diciassette inglesi avvelenati

Un'anziana vedova colombiana decide di realizzare il sogno della sua vita: recarsi a Roma per incontrare il papa. Si imbarca quindi per Napoli, dove si trattiene per una notte. Il tassista la porta in un hotel che viene definito rinomato, ma la signora, entrando, vede diciassette turisti beatamente addormentati sulle poltroncine dell'atrio. Non fidandosi, cambia hotel e il giorno dopo apprende che i diciassette turisti sono morti avvelenati per un'intossicazione da ostriche.
- Tramontana

In una cittadina spagnola sulla costa, il vento di tramontana distrugge tutto e cambia profondamente la giornata di chi vive in quei luoghi. L'autore racconta le sue impressioni quando visita la cittadina, per poi giurare di non metterci più piede.
- L'estate felice della signora Forbes

Due fratellini originari della Colombia trascorrono con i genitori una spensierata vacanza estiva nell'isola di Pantelleria. Le loro giornate passano tra le lezioni di nuoto o i giochi in acqua in compagnia del giovane marinaio Oreste, e l'allegro disordine portato in casa dalla domestica Fulvia Flamínea. Le cose cambiano all'inizio di agosto: i genitori si uniscono ad una crociera culturale di cinque settimane tra le isole del Mar Egeo e i bambini vengono affidati ad un'istitutrice tedesca originaria di Dortmund: la signora Forbes.
Squallida e austera, la donna toglie ai bambini ogni libertà e instaura un rigido regime didattico e comportamentale basato su di un sistema di premi e punizioni. Inflessibile all'esterno, la signora Forbes è però piuttosto indulgente nei confronti di se stessa: i bambini scoprono che passa le notti vagando per casa, cucinando piatti prelibati, guardando la TV, bevendo alcolici e declamando versi di Schiller.
Un giorno il ricevimento di una lettera dalla Germania sembra porre la signora Forbes in un inedito stato di buon umore; in quella stessa giornata però, esasperato dalle continue ed opprimenti vessazioni, il più piccolo dei fratelli manifesta l'intenzione di uccidere l'istitutrice. I bambini riescono ad avvelenare una delle bottiglie di alcolici che la donna è solita bere, ma per qualche tempo non accade nulla.
Poi un giorno i bambini si sottraggono al controllo dell'istitutrice, ormai stanca delle loro resistenze, e trascorrono lunghe ore di gioco in acqua; al ritorno trovano la casa circondata dai Carabinieri e iniziano a rendersi conto di ciò che potrebbero aver fatto.
La signora Forbes è morta, ma quando i bambini raggiungono la stanza in cui si trova il cadavere scoprono che la donna non è stata avvelenata, bensì accoltellata ventisette volte in un impeto di passione. E sembra che per la donna quella morte sia stata "il prezzo inesorabile della sua estate felice".
- La luce è come l'acqua

Come regalo di Natale Totó (di nove anni) e il fratello Joel (sette anni) chiedono una barca a remi, completa di bussola e sestante. Perplessi, i genitori fanno notare ai figli che la famiglia vive in città a Madrid e abita in un appartamento al quinto piano di un condominio. Poi però, considerando il miglioramento nei risultati scolastici dei bambini, cedono alla richiesta: la barca viene acquistata e faticosamente sistemata in una delle stanze dell'appartamento.
 Un giorno, in assenza dei genitori che sono andati al cinema, Totó e Joel rompono una lampadina accesa e con la luce che ne scaturisce riempiono la stanza e fanno navigare la loro barca. In seguito, ancora in virtù dei loro ottimi - e un po' inattesi - risultati scolastici, i bambini chiedono e ottengono di avere anche una completa attrezzatura subacquea, con cui ampliano i loro giochi acquatici. Invece come regalo finale, impressionando i genitori con un'apparente e moderata maturità, chiedono soltanto una festa assieme ai loro compagni di classe. 
Il giorno della festa, in assenza dei genitori di nuovo andati al cinema, dall'appartamento scaturisce all'esterno un'enorme cascata di luce. I pompieri, accorsi sul posto, entrano nell'appartamento e trovano tutti i bambini annegati come marinai inesperti in quella luce che li ha sopraffatti.
- La traccia del tuo sangue sulla neve

Nena Daconte e Billy Sánchez de Avila sono giovani, belli, ricchi e appartengono a famiglie importanti. Lui è atletico, impulsivo, un po' immaturo; lei è dolce e forte, una virtuosa di sassofono tenore. Si conoscevano già da bambini, ai tempi della scuola; dopo anni di lontananza si incontrano di nuovo nel corso di una domenica di vacanza al mare e si innamorano. Ben presto il loro legame diventa passionale e profondo.
Tre giorni dopo essersi sposati in pompa magna a Cartagena de Indias sono in viaggio di nozze in Europa; non lo hanno ancora detto a nessuno, ma Nena è già al secondo mese di gravidanza.
A Madrid, durante un ricevimento dato in loro onore all'Ambasciata, Nena si punge all'anulare con una spina delle rose che le hanno donato. La puntura è lieve e Nena si accorge che la ferita sanguina soltanto in seguito, durante il viaggio notturno in auto verso Parigi, su strade bordate di neve. Nena tenta di fermare il sangue tamponando e bendando il dito, ma invano; sporge allora la mano fuori dal finestrino, sperando che il freddo pungente possa risolvere il problema e poeticamente immagina di lasciare sulla neve tra Madrid e Parigi una lunga scia di sangue.
Arrivati in città, il dito sanguina ancora; invece di cercare una farmacia, come avevano pensato, i due raggiungono allora l'ospedale e Nena viene ricoverata. La struttura permette le visite ai pazienti soltanto il martedì, quindi Billy deve far passare un'intera settimana prima di poter rivedere la moglie. Prende alloggio in un modesto albergo nelle vicinanze e nell'attesa inizia a familiarizzare con la città sconosciuta e con alcune persone, trascorrendo comunque anche lunghi momenti di noia. Un suo tentativo di entrare all'ospedale fuori orario viene respinto, e Billy si rassegna a pazientare.
Il martedì, quando finalmente riesce a raggiungere il reparto, Billy scopre che Nena è morta dissanguata la sera del giovedì precedente. L'ospedale e l'Ambasciata lo hanno cercato a lungo, senza però trovarlo. Il corpo di Nena è già stato riportato a casa dai genitori e sepolto nel cimitero de La Manga. A Billy, pieno di dolore e di rabbia, non resta che uscire di nuovo per le strade di Parigi, sotto una forte nevicata.

## Edizioni in italiano
- Gabriel Garcia Marquez, Dodici racconti raminghi, trad. di Angelo Morino, Mondadori, Milano 1992
- Gabriel García Márquez; Opere 2, a cura e con un saggio introduttivo di Bruno Arpaia, A. Mondadori, Milano 2004
- Gabriel Garcia Marquez; Dodici racconti raminghi, legge: Biancamaria Zorzi, Centro internazionale del libro parlato, Feltre [dopo il 2005]